# Pavlovsk
Pavlovsk (russisk: Па́вловск, tr. Pavlovsk) er en by i Pusjkinskij rajon i Sankt Petersborg, Rusland. Pavlovsk ligger ca. 30 km syd for Sankt Petersborg og ca. 4 km sydvest for byen Pusjkin. Den har 17.775 (2023) indbyggere.
Byen opstod omkring Pavlovsk-slottet, der blev opført på foranledning af kejserinde Katarina den Store til brug for hendes søn, den senere kejser Paul 1. af Rusland. Hele slotsområdet sammen med den byens centrum blev optaget på UNESCOs verdensarvsliste i 1990 i henhold til kriterierne i, ii, iv og vi.